# Linophrynidae
Linophrynidae är en familj av fiskar som ingår i ordningen marulkartade fiskar (Lophiiformes). Enligt Catalogue of Life omfattar familjen Linophrynidae 29 arter. 
Släkten enligt Catalogue of Life:
- Acentrophryne, med två arter
- Borophryne, med en art
- Haplophryne, med två arter
- Linophryne, med 23 arter
- Photocorynus, med en art